# PRISMOID
PRISMOID（ぷりずもいど）は、京セラが日本国内向けに開発した、auブランドを展開するKDDIおよび沖縄セルラー電話のCDMA 1X WIN対応携帯電話である。製造型番はKYX03（けーわいえっくす ぜろさん）。

## 概要
「過去の人々が想像していた未来」をコンセプトに同キャリア向けの「iida（イーダ）」ブランドの第5弾として企画された。デザインはプロダクトデザイナーの深澤直人が担当している。
「PRISMOID」は角錐台を意味する。

## 沿革
- 2009年（平成21年）9月9日 - KDDIより公式発表。
- 2009年12月1日 - 全国にて一斉発売。
- 2010年（平成22年）6月1日 - ぷりペイド専用端末として順次提供開始[1]。
- 2010年12月 - 販売終了（ぷりペイド用を含む）。
- 2012年（平成24年）7月22日 - L800MHz（旧800MHz帯・CDMA Banclass 3）帯エリアによる音声・通信サービスの停波によりそれ以降はN800MHz（新800MHz帯・CDMA Bandclass 0 Subclass 2）帯エリアおよび2GHz（CDMA Bandclass 6）帯エリアの各音声・通信サービスで利用する事となる。

## 機能・対応サービス
- とじるとロック
- ピクトインフォメーション

| 主な対応サービス                                      | 主な対応サービス                                                     | 主な対応サービス                                                                                    | 主な対応サービス         |
| ----------------------------------------------------- | -------------------------------------------------------------------- | --------------------------------------------------------------------------------------------------- | ------------------------ |
| EZニュースフラッシュ EZニュースEX （EZweb版のみ対応） | EZ「着うた／着うたミニ」 （ハイクオリティステレオ(HE-AAC)対応）      | LISMO! (EZ「着うたフル」) (EZ「着うたフルプラス」) (LISMOビデオクリップ) (LISMO Video) (LISMO Book) | ケータイアップデート     |
| EZチャンネル EZチャンネルプラス                       | au BOX                                                               | Touch Message                                                                                       | EZFeliCa                 |
| PCサイトビューア                                      | じぶん銀行アプリ                                                     | EZアプリ(BREW)                                                                                      | オープンアプリプレイヤー |
| ケータイ de PCメール                                  | デコレーションメール                                                 | デコレーションアニメ                                                                                | au one メール            |
| EZナビウォーク                                        | EZ助手席ナビ                                                         | 安心ナビ                                                                                            | 災害時ナビ               |
| 緊急通報位置通知                                      | ワンセグ                                                             | グローバルパスポート (レンタルサービス)                                                             | フェイク着信             |
| au Smart Sports (Run & Walk / Karada Manager)         | 赤外線通信(IrDA) auフェムトセル (別途、ケータイアップデートにて対応) | 制限モード                                                                                          | 通話モード               |

など

## 注
1. ↑  ただし四国および沖縄地区は除く。